# 関東学園大学
関東学園大学（かんとうがくえんだいがく、英語: Kanto Gakuen University）は、群馬県太田市藤阿久町200に本部を置く日本の私立大学。1924年創立、1976年大学設置。大学の略称は関園大、関学大。

## 概観
松平濱子が自戒の徳目とした「敬和・温順・質実」を建学の精神とし受け継ぐとともに、現代社会で生きるために必要な「自主創造の精神」を培うべく、知識を養うことと同時に豊かな人間形成を尊重した「学徳一体の人間教育」「北関東の研究の園」を理念としている。細谷駅から徒歩5分。学校法人関東学園による運営。近年は館林に、ヴェルボトナル法を日本で唯一導入したヴェルボトナル研究所を設立。
附属高等学校である関東学園大学附属高等学校は館林市の成島駅近くに立地。以前は当大学と同じ学校法人が運営する関東短期大学が館林市にあったが2020年に閉学となっている。

## 略歴
- 1924年 - 前身である関東高等女学校（現・関東国際高等学校）開学。
- 1976年 - 関東学園大学開学、経済学部経済学科設置。
- 1981年 - 経済学部経営学科設置、大学院経済学研究科修士課程設置。
- 1990年 - 法学部法律学科設置。
- 1994年 - 大学院法学研究科修士課程設置。
- 2000年 - 法学部に3コース開設（公共関係法コース、経済関係法コース、国際関係法コース）、社会・公民・商業教職課程再認定。
- 2002年 - 経営情報システムコース設置。
- 2004年 - コンピテンシー育成プログラム設置。
- 2006年 - スポーツマネジメントコース設置。
- 2007年 - 経営学科に保健体育教職課程設置。
- 2009年 - 大学院法学研究科修士課程募集停止。
- 2010年 - 法学部募集停止、経済学部コース制設置。
- 2014年 - 大学院経済学研究科修士課程募集停止。
- 2019年 - 教職課程廃止。

## 学部
- 経済学部
  - 経済学科
    - 地域経済デザインコース
    - 公共政策コース

  - 経営学科
    - 経営・会計コース
    - 国際ビジネスコース
    - スポーツマネジメントコース

## 主な前/現教員・関係者
- 守随憲治 - 近世日本文学研究者：元学長
- 難波田春夫 - 経済学者、元学長。
- 千種義人 - 経済学者
- 合崎堅二 - 会計学者
- 時野谷滋 - 歴史学者、元学長
- 福岡正夫 - 経済学者
- 松浦保 - 経済学者
- 浅野一郎 - 法学者
- 小山貞夫 - 法学者
- 木村昌人 - 国際政治学者、渋沢栄一記念財団研究部長
- 新正幸 - 法学者
- 竹内重年 - 法学者、弁護士
- 中村勝 - 学者
- 角田政芳 -法学者
- 辻峰男 - 会計学者
- 磯部哲 - 法学者
- 谷良治 - 野球部監督
- 小林正幹 - 駅伝部監督

## 著名な出身者
- 八木たまみ - 陸上競技
- 青井由美子 - 陸上競技
- 五十嵐貴章 - 野球
- 北原佳奈 - サッカー
- 中村ゆしか - サッカー
- 梅原克文 - 作家
- 山神敏史 - 声優
- ぽ〜くちょっぷ (篠木正啓) - お笑い芸人
- 望月貴史－元日本道路交通情報センター道路交通情報キャスター（九段センター、首都高速センター）、元FM鹿児島アナウンサー、元FM青森アナウンサー、元ＦＭしみずパーソナリティ、元TOKAIケーブルネットワーク放送制作部契約社員。
- 高野僚子ー元ラジオかなざわアナウンサー

## クラブ活動
- 硬式テニス部
- 空手道部
- 弓道部
- バレーボール部
- バスケットボール部
- サッカー部
- 硬式野球部
- 軟式野球部
- 柔道部
- ソフトテニス部
- ソフトボール部
- 陸上競技部
- バドミントン部
- 合気道部
- ゴルフ部
- 卓球部
- 情報処理研究部
- ジャズ研究部
- 吹奏楽部
- 放送部
- 軽音楽部
- 演劇部

## 話題
- 公務員・教員免許（社会（中学1種）、公民（高校1種）、商業（高校1種）、保健体育（中学・高校1種）、社会（中学1種）、公民（高校1種）、商業（高校1種））・宅地建物取引士など多くの資格取得サポート講座を設け、数多くの資格取得者を輩出している。
- 社会で活躍・貢献できる力を育成するコンピテンシー教育を柱とする教育を実施し成果を上げている。

## 学園祭
三松祭という学園祭に力を入れており、毎年アイドルやミュージシャン等タレントの招致や、近年ではラジオでの公開放送を行う等、盛況である。

## 地域学外活動
マルサス研究、おおたスポーツ学校（指導教育）、太田ICT地域活性研究会

## 研究所
- 関東学園ヴェルボトナル言語教育研究所

言語・聴覚に関するハンディキャップを持つ児童に対し、教育を行っている。さらに特別支援学校教員、言語聴覚士に対し、ヴェルボトナル法の講習も受けることができる。ヴェルボトナル法に関する研究所としては国内唯一の貴重な研究機関である。
- 関東学園大学地方創生研究所

平成27年度に地方創生に関する研究及び地方創生を推進し、地方の発展に寄与することを目的として設立。所長を含め7名の教員が所属している。

## 系列校
- 関東学園大学附属高等学校
- 関東短期大学（2020年閉学）

## 関連校
- 関東国際高等学校

## 対外関係

### 他大学との協定

#### 国内大学
- 放送大学[2]